# ボンボニエール

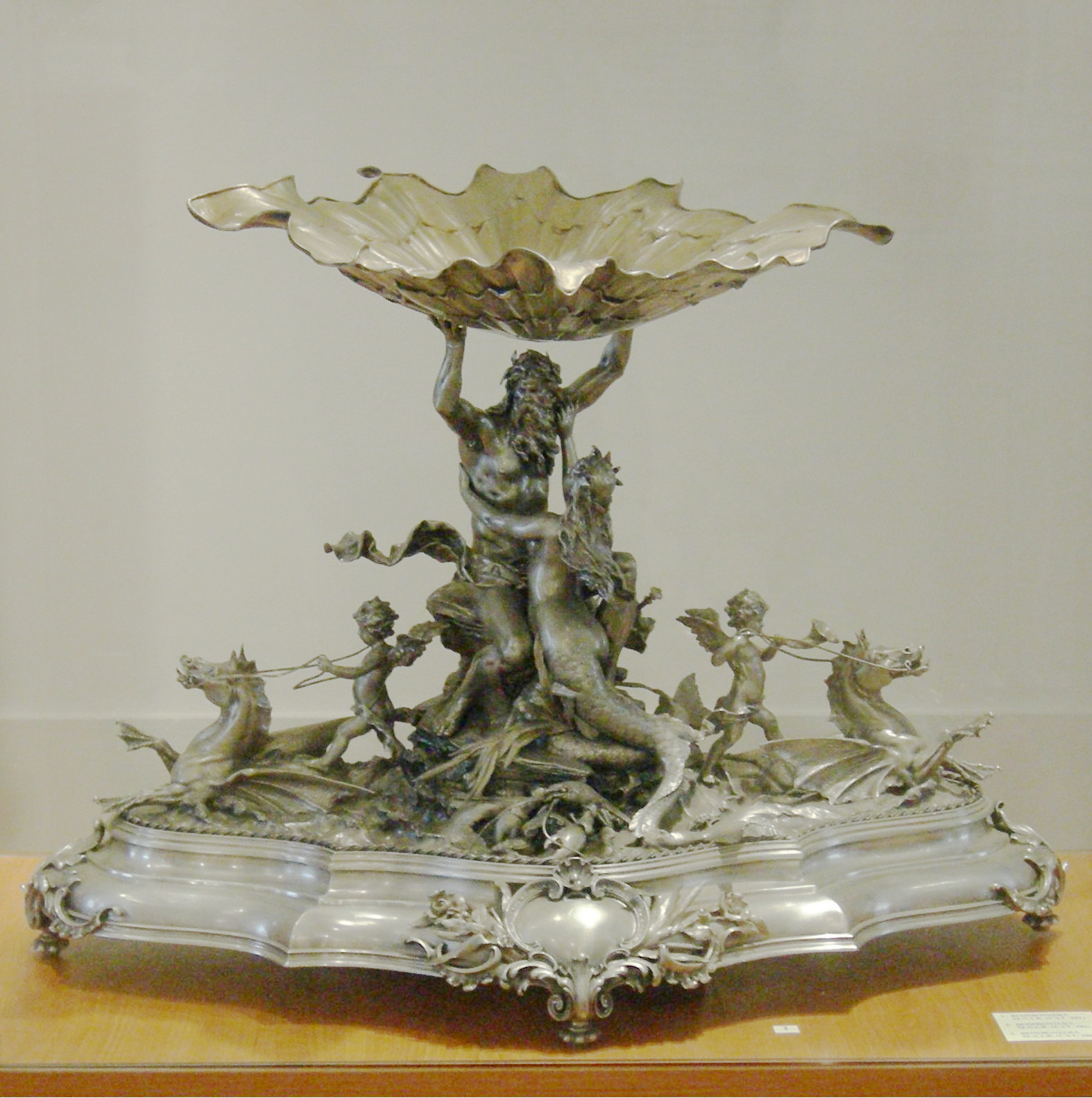
ルーマニア王カロル1世が用いたボンボニエール

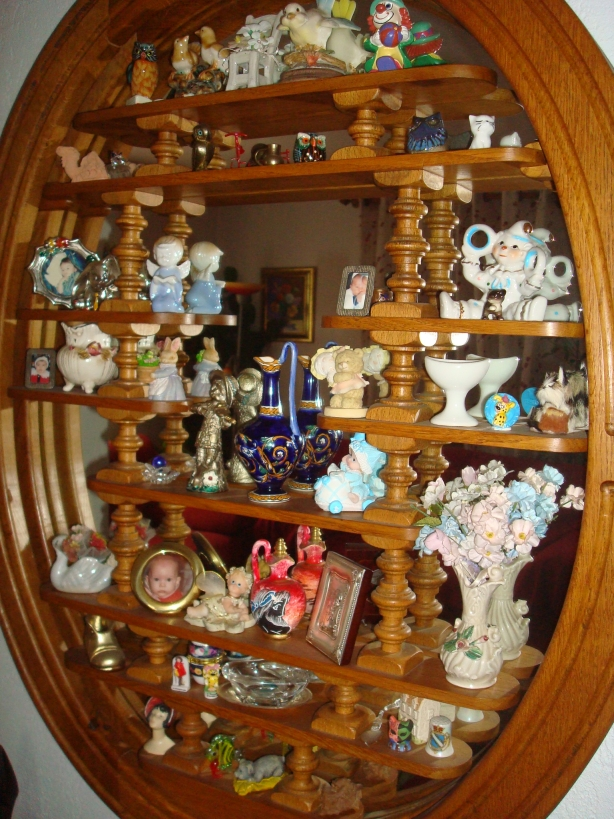
ヨーロッパのさまざまなボンボニエール

ボンボニエール（フランス語: Bonbonnière）は、もともとボンボン（Bonbon、糖衣菓子・砂糖菓子）を入れる菓子器を指す語。「ボンボン入れ」。同様の菓子器を指す言葉にドラジュワール（Drageoir）があり、こちらはドラジェ（Dragée。本来はアーモンドの糖衣菓子で、ボンボンの一種に含まれる）から来ている。
ヨーロッパでは子供の誕生や結婚などの慶事に際して砂糖菓子が贈られることが多く、菓子器にも記念品としての性格が生じて、装飾性の高いものが生み出された。またここから転じて、祝い事に贈られる小物をボンボニエーレ（bomboniere）、ボンボニエーラ（bomboniera. イタリア語由来）とも言う。
日本では近代以降、宮中宴会の記念品（引出物）として配布される意匠を凝らした菓子器・工芸品がボンボニエールの名で呼ばれる。

## 菓子器
ボンボニエールあるいはドラジュワールと呼ばれる菓子器には、ボンボン、ドラジェをはじめとするさまざまな菓子や、香辛料などが入れられる。
13世紀にはすでに、ボンボンやドラジェ、香辛料を提供するドラジュワールが存在した。ブルゴーニュの宮廷においては、食事の最後に食後酒（ディジェスチフ）が供される際、給仕長によって香辛料がドラジュワールに盛られて供された。
18世紀には、細工の施された装飾性の高い菓子器が生み出された。

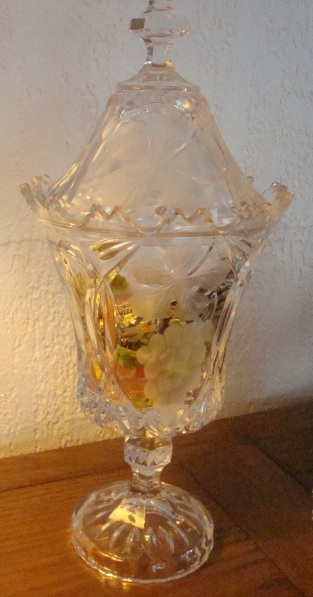
クリスタル製のボンボニエール（ドラジュワール）
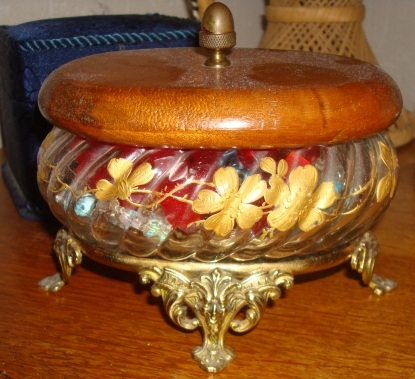
19世紀のボンボニエール
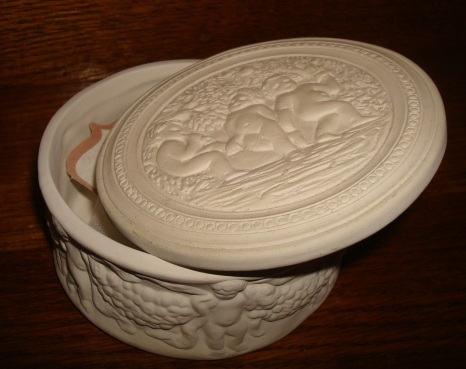
磁器のボンボニエール

## 引出物
結婚式において、参列への謝意、祝い品への返礼、自分たちの誓いを表すといった意味で、新郎新婦が招待客に小物（現代の日本では和製外来語で「プチギフト」と呼ばれる）を贈る伝統はイタリアに由来するとされる。
イタリアの伝統においては、婚姻に関する慶事（婚約、結婚）のほか、子供の誕生を記念して（洗礼や聖餐の際に）同様の小物が贈られる。贈り物にはアーモンドの糖衣菓子（イタリアではコンフェッティ confetti と呼ばれる。フランスのドラジェ）がよく使われる。これはアーモンドが子孫繁栄の縁起物とされてきたことに由来し、古代ローマに遡ることができる（ドラジェ参照）。菓子の入れ物として、クリスタルや陶磁器、時には銀製の器で作られ、これをチュール布やシルクなどで包み、リボンでくくる。小さなカードが添えられることもある。ここから、ボンボニエーラ（イタリア語: bomboniera）は、こうした贈り物を指す語としても使われている。
フランスにおいても、こうした贈り物はさまざまな行事（結婚式や結婚の周年祝い）における伝統となっている。洗礼の祝いにおいて使われる引き出物はより大きなものとなっており、何種類ものドラジェを入れた箱を納めたものになっている。

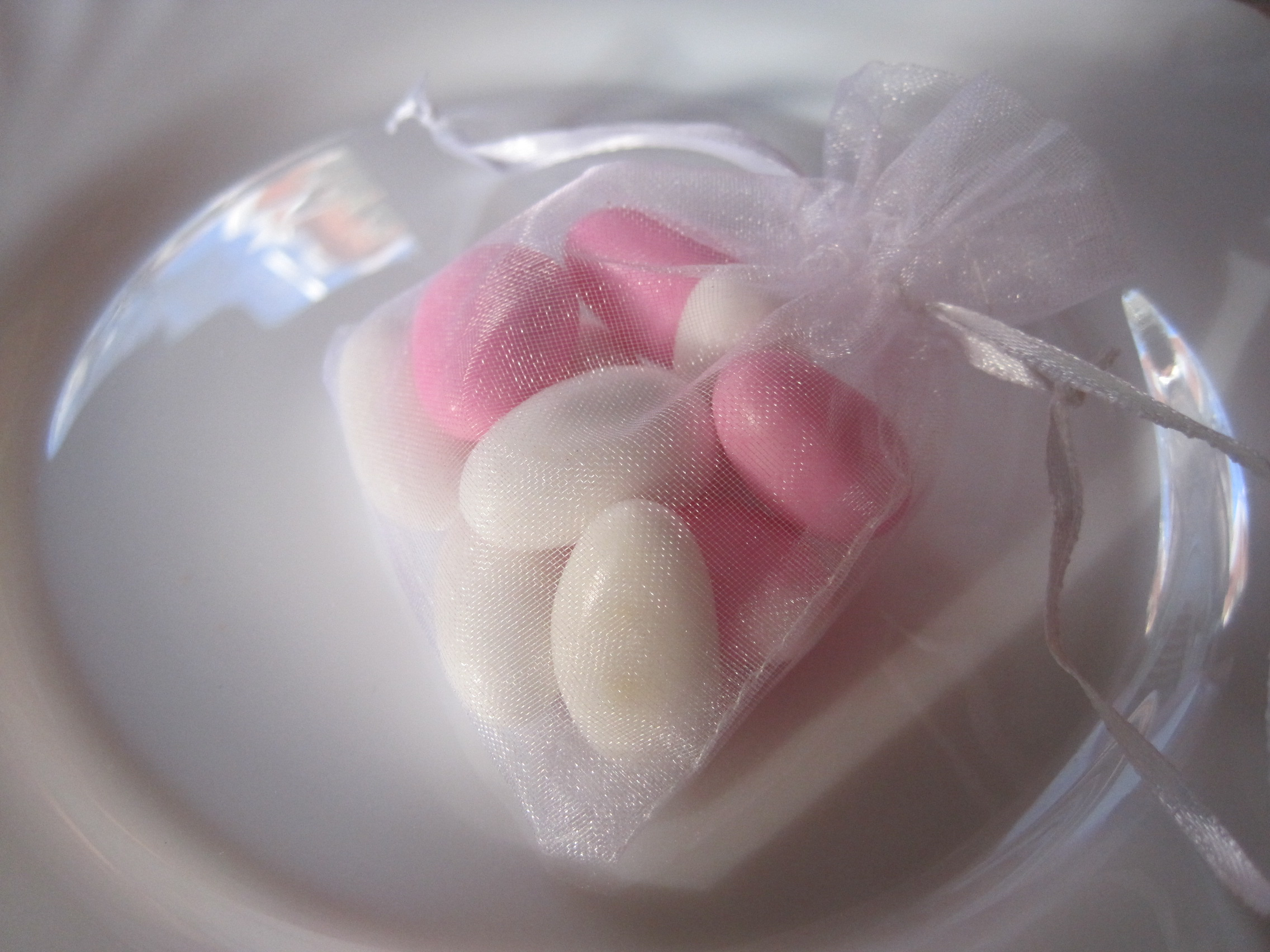
贈り物としてラッピングされたドラジェ
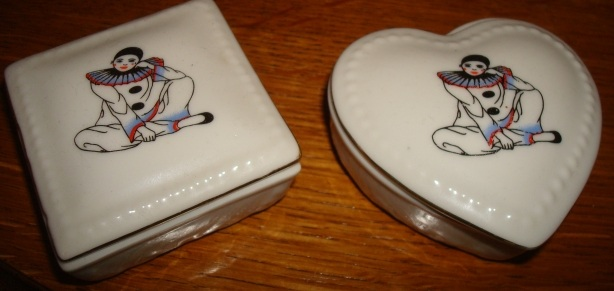
洗礼のボンボニエール（磁器）
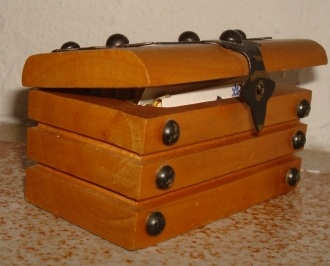
結婚式の引き出物のボンボニエール（木製）
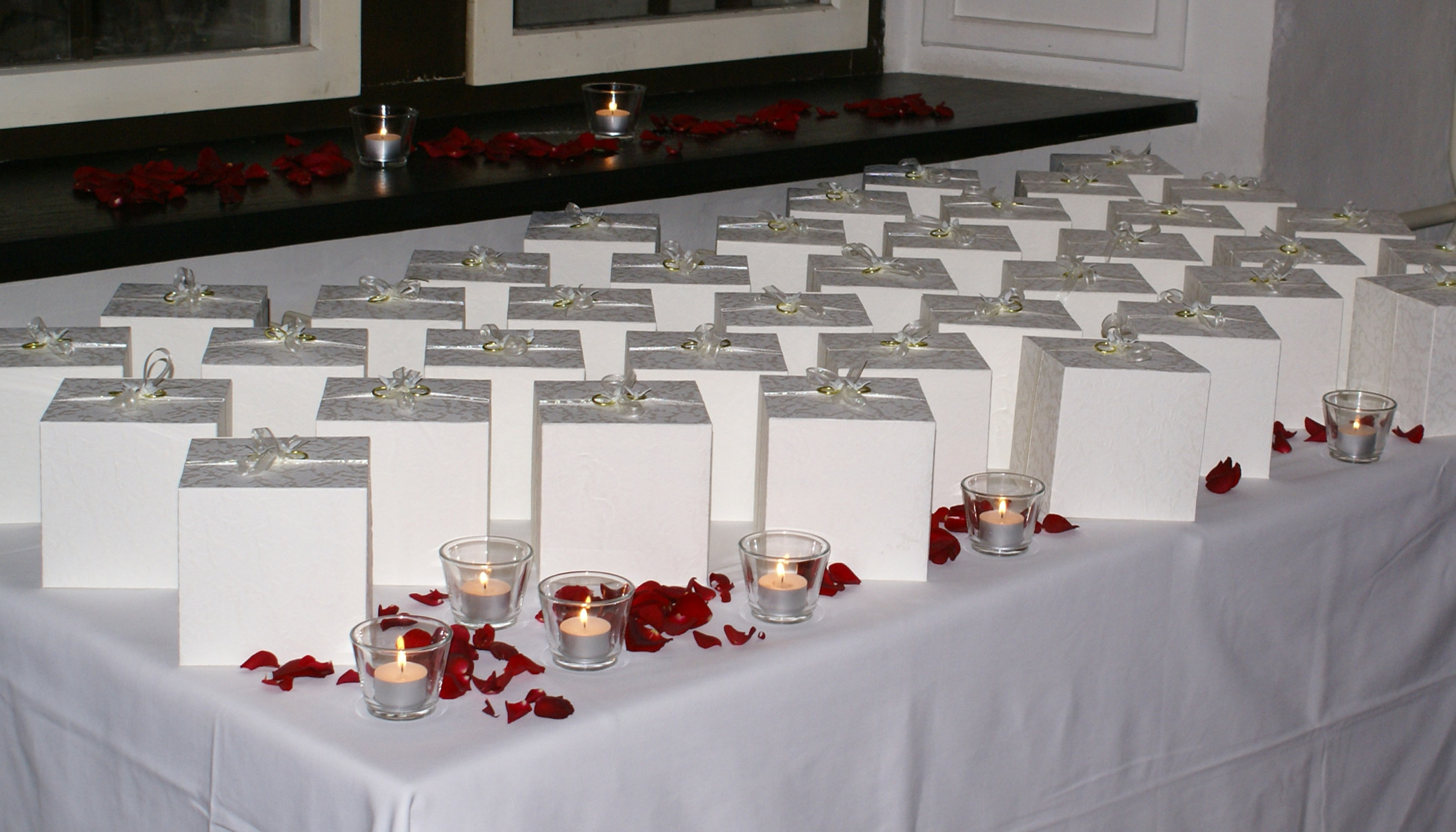
イタリアの結婚式で、参会者に渡されるのを待つ引き出物（ボンボニエーラ）
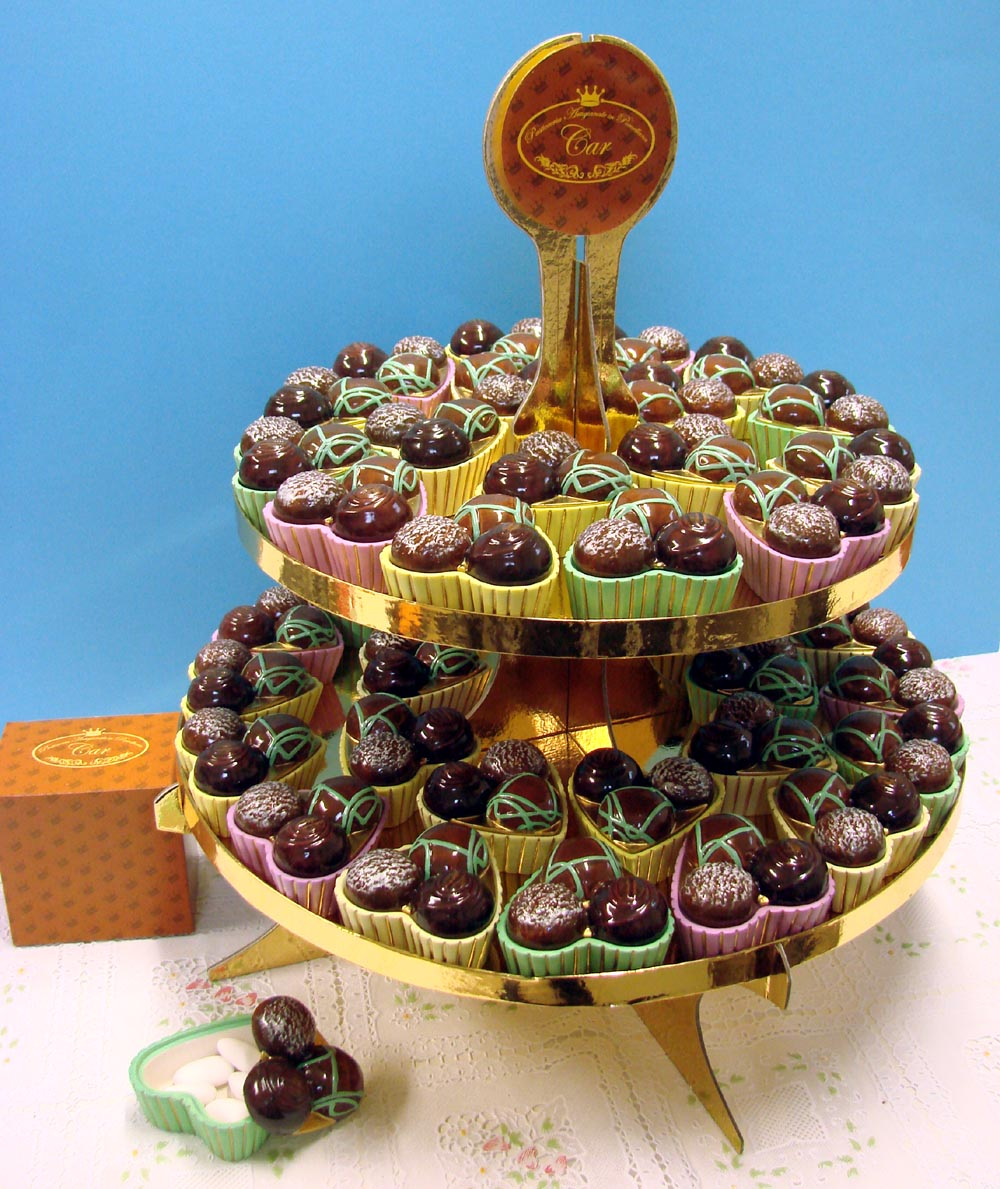
チョコレート菓子の形をした菓子器（Torta Bomboniera）。中に砂糖菓子が入っている。
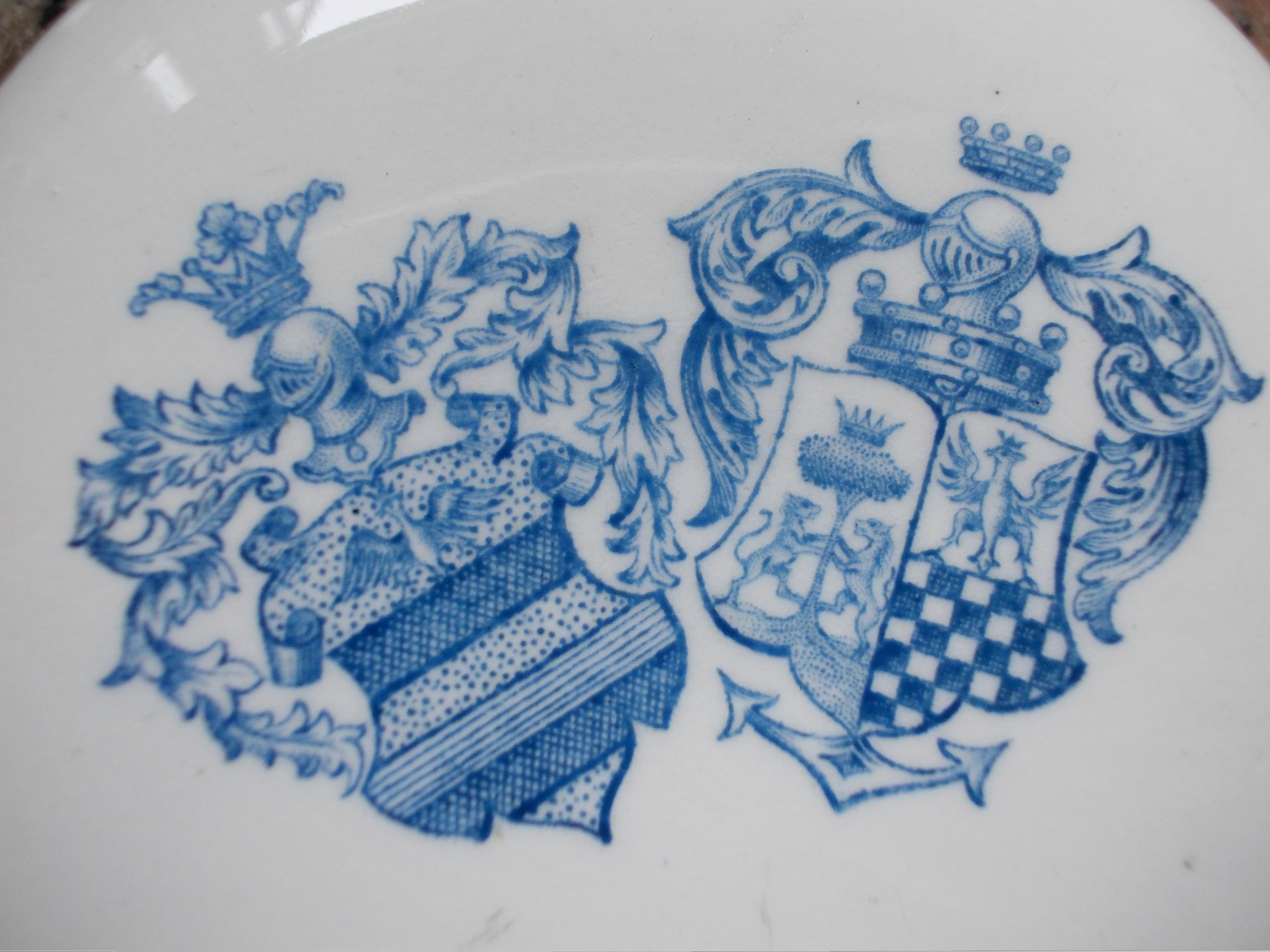
陶器のボンボニエーラに描かれた紋章

## 日本の皇室行事とボンボニエール

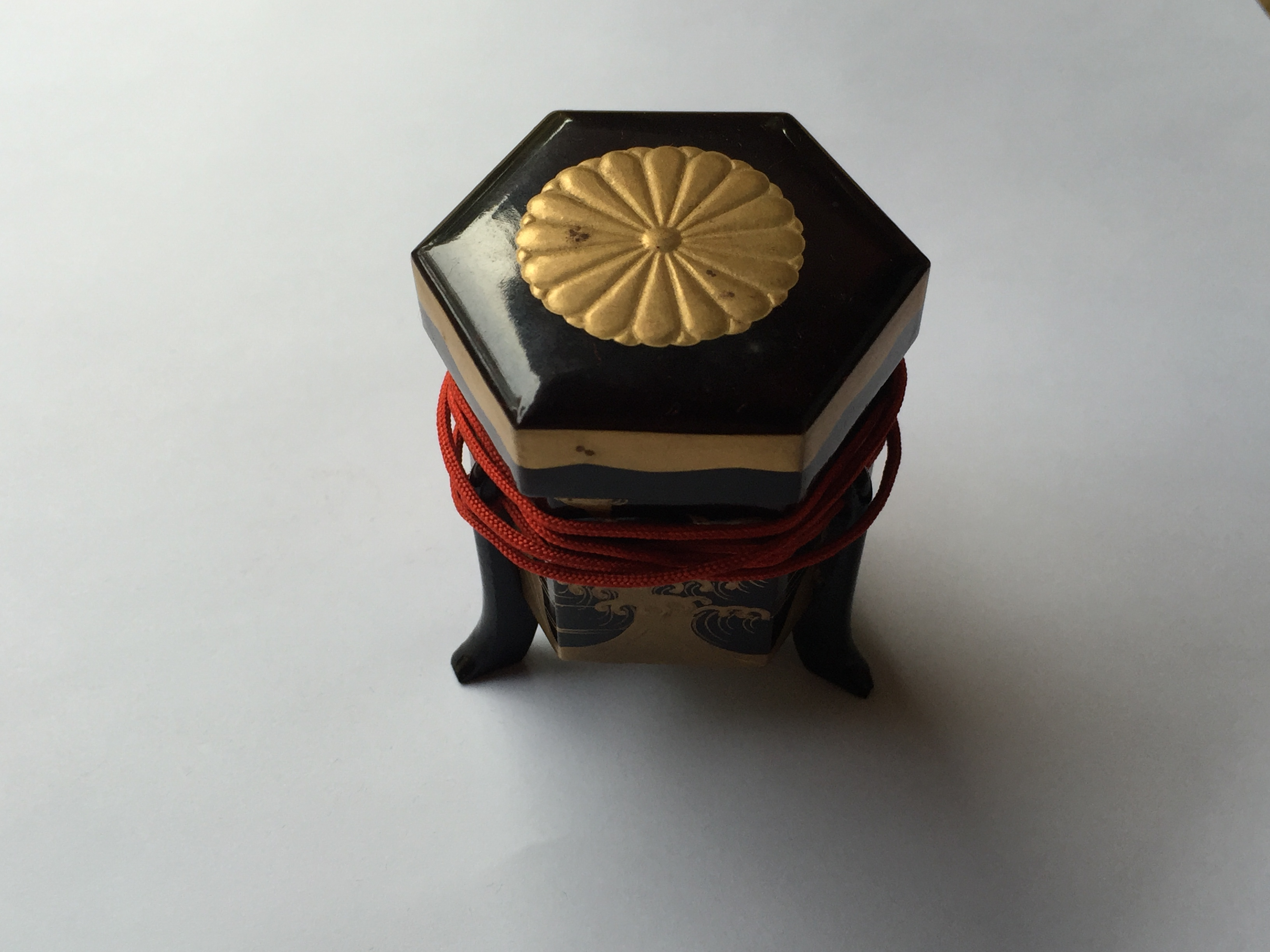
明治期に下賜された漆塗りのボンボニエール

近代以後の日本の宮中晩餐会では、金平糖を納め、細工を施されたボンボニエールが記念品として配布されるのが慣わしとなった。松平乘昌によれば、日本の「ボンボニエール」は「名称本来のボンボンの菓子器とされているものの実体とはかなりかけ離れ」た独自の存在となった。
日本には伝統的に慶事の引出物としての菓子器が存在した。明治以降に西洋の要素が取り入れられ「ボンボニエール」と称されるようになったが、宮中行事の中に定着する過程ははっきりしない。明治27年（1894年）の大婚25年晩餐会（明治天皇と昭憲皇太后の銀婚式）に引出物として鶴亀の銀菓子器が登場したのが記録に残るが、「ボンボニエール」という名では呼ばれていない。昭和3年（1928年）の昭和天皇即位大礼の宴会に際しては公式記録に「ボンボニエール」が配布されたことが記載されており、この間に役割と名称が定着したと見られる。
素材は銀が多いが、漆工、陶磁器なども見られ、これに金や螺鈿、また七宝などで装飾され、繊細な細工がほどこされた。デザインは配布ごとに新たに作られる場合と、作り置きされたものを配布する場合とがあった。
鶴亀など伝統的な瑞祥文様や、大礼時の威儀鉾・大太鼓など、慶事に応じた古典に基づいた意匠が多い。2014年に行われた典子女王の結婚式では、彼女のお印である蘭と、相手の千家国麿家の家紋をあしらった陶磁器製のボンボニエールが贈られた。
三の丸尚蔵館では第77回展覧会（2017年7月15日 - 9月10日）として「皇室とボンボニエール－その歴史をたどる」を開催した。